# Роганський житловий масив
Роганський житловий масив - спальний район у східній частині міста Харкова. Розташований в Індустріальному районі.
Включає в себе мікрорайони:
- Південні П'ятихатки (759 та 759А мікрорайон)[1][2];
- Сонячний (761 мікрорайон);
- Обрій[3]

Житловий масив розташований в безпосередній близькості до найбільшого в місті тракторозаводського промислового району. Тут в основному мешкає населення, пов'язане з підприємствами, організаціями та установами цього району.

## Транспорт
Житловий масив з'єднують з іншими районами Харкова кілька маршрутів тролейбусів:
- 45
- 46
- 51
- 52
- 53
- 59

## Історія
На місці сучасного житлового масиву в роки німецько-радянської війни розташовувався військовий аеродром — Аеродром Рогань, який в повоєнний час був аеродромом Харківського військового училища льотчиків імені С. І. Грицевця (закритий у 1972 році).
Ідея побудувати житловий масив багатоповерхівок виникла у 1970-х. І спочатку планувалося побудувати 4 мікрорайони
Забудова висотними будинками (9,12 та 16 поверхів) здійснена в 1980-х роках, починаючи з вулиці Сергія Грицевця. Тоді було збудовано мікрорайон 759 та 759-А (Південні П'ятихатки)
А на початку 1990-х років почалася забудова мікрорайону Обрій.